# Ахмадуллин, Мутык Ахмедзянович
Мутык Ахмедзянович Ахмадуллин (1910—1974) — сержант Рабоче-крестьянской Красной Армии, участник Великой Отечественной войны, Герой Советского Союза (1945).

## Биография
Мутык Ахмадуллин родился в 1910 году в селе Урсалабаш (ныне — Альметьевский район Татарстана) в крестьянской семье. Получил начальное образование. В 1932—1934 годах проходил службу в Рабоче-крестьянской Красной Армии. В 1935—1941 годах работал в леспромхозе в Ленинградской области. В июне 1941 года Ахмадуллин был вторично призван на службу в Красную Армию. С августа 1942 года — на фронтах Великой Отечественной войны. В 1943 году вступил в ВКП(б). К декабрю 1944 года сержант Ахмадуллин командовал отделением 3-го инженерно-сапёрного батальона 51-й инженерно-сапёрной бригады 46-й армии 2-го Украинского фронта. Отличился во время форсирования Дуная.
В ночь с 4 на 5 декабря 1944 года Ахмадуллин, несмотря на вражеский артиллерийский огонь переправил на лодке через Дунай первым рейсом десант из 18 бойцов в районе города Эрчи под Будапештом. Переправившись через Дунай, Ахмадуллин участвовал в штурме позиций противника. После выбытия из строя своего командира возглавил десантную группу и в числе первых атаковал вражескую траншею. Совместно с сослуживцами Ахмадуллин уничтожил три пулемётные точки, подорвал дзот, а затем участвовал в отражении контратаки противника.
Указом Президиума Верховного Совета СССР от 24 марта 1945 года сержант Мутык Ахмадуллин был удостоен высокого звания Героя Советского Союза с вручением ордена Ленина и медали «Золотая Звезда».
После окончания войны в конце 1945 года был демобилизован. Проживал в городе Альметьевск, работал товароведом. Умер 18 декабря 1974 года.
Был также награждён орденом Красной Звезды и рядом медалей.